# Rut Calderon
Rut Calderon (hebr.: רות קלדרון, ur. 25 września 1961 w Tel Awiwie) – izraelska polityk, w latach 2013–2015 poseł do Knesetu z listy Jest Przyszłość.
W wyborach parlamentarnych w 2013 po raz pierwszy i jedyny dostała się do izraelskiego parlamentu.